# Landolphia glabra
Landolphia glabra là một loài thực vật có hoa trong họ La bố ma. Loài này được (Pierre ex Stapf) Pichon mô tả khoa học đầu tiên năm 1953.